# Киршон, Владимир Михайлович
Влади́мир Миха́йлович Киршо́н (6 (19) августа 1902, Нальчик, Терская область, Российская империя — 28 июля 1938, Москва, СССР) — русский советский писатель, публицист, драматург и поэт, сценарист, редактор.

## Биография

### Ранние годы
Родился в Нальчике в семье присяжного стряпчего и с 1911 года присяжного поверенного, выпускника юридического факультета Санкт-Петербургского университета Михаила Львовича Киршона и фельдшера, выпускницы Бестужевских высших женских курсов Ольги Петровны Зайцевой. Его родители принимали активное участие в революционном движении.
Детство прошло в Санкт-Петербурге, где семья жила на 8-й Рождественской улице, дом № 50. После Февральской революции 1917 года мать с сыном и дочерью переехали в Кисловодск, где они снимали домик на Шереметьевской улице, № 9. В 1917—1918 годах учился в Кисловодской мужской гимназии.

### В Красной армии
Летом 1918 года был принят в команду бронепоезда при отряде красных партизан Н. С. Янышевского, вместе с которым с боями прорвался во Владикавказ, а в середине января 1919 года вернулся в Кисловодск. После захвата города белогвардейцами мать отправила сына к родственникам в Ростов, оттуда он перебрался в Харьков и снова вступил в Красную Армию.
В 1920 году стал членом РКП(б).

### Первые шаги в литературе

Памятная доска в Ростове-на-Дону

Образование получил в Коммунистическом институте имени Я. М. Свердлова (1923). Будучи студентом, написал агитационную пьесу «Наша Карманьола», а в 1922 году — революционные песни «Мы — фабричные ребята» и «Мировой пожар горит, буржуазия дрожит!»
После окончания университета был направлен на партийную работу, заведующим учебной частью совпартшколы в Ростове-на-Дону. Выступал с агитационными пьесами, писал комсомольские песни (в том числе «Посмотрите как нелепо расплылася рожа НЭПа»).
В 1923 году совместно с Михаилом Бойтлером для киностудии «Пролеткино» написал сценарий одного из первых советских шпионско-приключенческих фильмов «Борьба за ультиматум». Организатор Ассоциации пролетарских писателей в Ростове-на-Дону (где в 1923—1926 годах жил в доме Ивана Зворыкина) и на Северном Кавказе, являясь её председателем до отъезда в Москву в 1925 году. В 1924 году он входит в комиссию по созданию Всероссийской ассоциации пролетарских писателей.

### В руководстве РАПП
С 1925 года Киршон — один из секретарей РАППа (Российской ассоциации пролетарских писателей) в Москве. Вместе с Фурмановым готовил доклад по организационному вопросу. Работал в редколлегии журнала «На литературном посту» в числе наиболее радикально настроенных коммунистических литфункционеров. Он разделял взгляды Л. Л. Авербаха, во всём доверял ему, вместе с ним участвовал в борьбе с попутчиками, вместе с В. Н. Билль-Белоцерковским, Л. Л. Авербахом травил Михаила Булгакова. Предлагал «поставить к стенке» философа А. Ф. Лосева.
Когда после РАППа был создан Союз советских писателей, на его первом съезде количество делегатов в возрасте до 40 лет составляло 71 %. Советскую литературу создавали молодые люди, а молодости свойственны крайности и заблуждения, отмечал доктор филологических наук С. И. Шешуков. Киршон стал одним из первых членов новосозданного Союза писателей СССР (с 13 мая 1934 года).

### Драматург
В 1926 году была написана и поставлена первая зрелая пьеса Киршона — «Константин Терёхин» (написана совместно с А. В. Успенским), а вслед за нею «Рельсы гудят» (1927), которые утвердили его имя в советской драматургии.
«Константин Терёхин» под названием «Ржавчина» — первая пьеса советских авторов, которая была поставлена на американской сцене: её премьера на Бродвее состоялась 17 декабря 1929 года (Theatre Guild Studio, режиссёрский дебют Герберта Бибермана, постановка Харольда Клёрмана). Помимо исполнившего главную роль Бибермана, в спектакле были заняты Ли Страсберг, Джон Гарфилд, Франшо Тоун, Рут Нельсон и Лютер Адлер. Первоначально планировались лишь три спектакля, но благодаря их успеху постановка до своего закрытия в феврале 1930 года выдержала 65 представлений. Эта пьеса стала не только первым опубликованным драматическим произведением писателя, но и самым популярным: она была поставлена многими театрами в СССР, а также за рубежом — в Японии, Норвегии, Германии, Франции (свыше 100 представлений), Латвии, Чехословакии и Англии, была переведена на ряд языков.
В 1930—1934 годах он — ответственный редактор журнала «Рост». Член редакционной коллегии журнала «Советский театр» (1930—1933).
26 января—10 февраля 1934 года делегат XVII съезда ВКП(б) с совещательным голосом.
В 1931 Киршон выпустил пьесы «Город ветров» о 26 бакинских комиссарах и «Хлеб» о борьбе партии за социализм на примере хлебозаготовок, а в 1934 году — «Чудесный сплав», прославление социалистического строительства. В своих произведениях воспевал «тип нового руководителя, стойкого большевика» и воспевал коллективизацию. Киршон выступал за классицистски единую, завершённую по структуре драму, именно на этой почве разворачивалась его полемика с Вс. Вишневским и Н. Погодиным.

Художественному уровню его пьес с самого начала придавали чрезвычайно мало значения. …пьесы Киршона … написаны по определённому политическому шаблону, облечённому в драматическую форму.
— Вольфганг Казак
В 1934 году в США вышел английский перевод его пьесы «Хлеб», выходила в иностранных переводах также его пьеса «Рельсы гудят». На основе пьесы «Город ветров» композитором Л. В. Книппером была написана опера «Северный ветер», поставленная в 1930 году. Комедия «Чудесный сплав» в постановке Б. А. Мордвинова (Московский Художественный театр) стала вторым по популярности спектаклем среди театров РСФСР в сезоне 1934/1935 года и только в Москве шла на сценах шести театров. Эту пьесу предлагали к просмотру в культурной программе Первого съезда советских писателей в августе 1934 года.

### Опала, арест и казнь
В апреле 1937 года, после объявления об аресте бывшего наркома внутренних дел СССР Генриха Ягоды, в опалу попала группа приближённых к нему литературных функционеров — Леопольд Авербах, Александр Афиногенов и другие. Среди них был и В. Киршон. 20 апреля партийной группой Союза советских Писателей было постановлено поставить перед райкомом и первичной парторганизацией вопрос об исключении Киршона из партии. Главные обвинения — «связь с Ягодой и связь с Авербахом». 23 апреля в «Правде» опубликована статья П. Ф. Юдина «Почему РАПП надо было ликвидировать», которая содержала резкую критику Авербаха и «его приспешников» Киршона, Афиногенова, Ясенского. 13 мая Киршон был исключён из партии. 26 мая 1937 года он был исключён из состава правления Союза писателей. Арестован 29 августа 1937 года. Обвинён в участии в контрреволюционной террористической организации. Имя В. Киршона было включено в расстрельный список, датированный 28 марта 1938 года (№ 63 в списке из 164 фамилий, под грифом «Москва-Центр»). 21 апреля 1938 года приговор был утверждён на заседании ВКВС СССР. Владимир Киршон ещё три месяца продолжал находиться в тюрьме и был казнён 28 июля 1938 года.
26 ноября 1955 года реабилитирован посмертно.

## Семья
- Жена — Рита Корн (полное имя — Рита Эммануиловна Корнблюм;[21] 1907—1992), литератор, мемуарист, редактор газеты Московского Художественного театра, уроженка Ростова-на-Дону[22]. Этот брак закончился громким и длительным бракоразводным процессом в первой половине 1930-х годов[23][24]. Сыновья:
  - Юрий Владимирович Киршон (ранее Корнблюм, 1928—2001), в 1951 году арестован и осуждён на 25 лет ИТЛ (освобождён и реабилитирован в 1954 году)[25], сценарист-мультипликатор, был женат на дочери Р. П. Хмельницкого Наталье;
  - Владимир Киршон (ранее Корнблюм, 1932—2005).
- После развода жил в незарегистрированном браке с Нонной Белоручевой, в прошлом женой председателя Госбанка СССР Л. Е. Марьясина[26].

## Интересные факты
Известен как автор стихотворения «Я спросил у ясеня» (вставная песня из его пьесы «Большой день»), положенного на музыку Микаэлом Таривердиевым в кинофильме Эльдара Рязанова «Ирония судьбы, или С лёгким паром!».
Вместе с английским драматургом Бернардом Шоу и леди Нэнси Астор в составе группы в 1931 году посетил Ирскую коммуну в Кирсановском уезде Тамбовской губернии. Его статью о поездке в составе делегации Бернарда Шоу в Ирскую коммуну активно тиражировали многие зарубежные издания.
Выступил одним из наиболее рьяных и последовательных участников многолетней травли писателя и драматурга Михаила Булгакова. Является прототипом драматурга Клинкера в «Театральном романе»; выведен в рассказе Михаила Булгакова «Был май» (опубликован в 1978 году) под именем Полиевкта Эдуардовича, молодого человека, одетого по последней западноевропейской моде.
После ареста и расстрела Киршона его дача в подмосковном Переделкино была передана писателю В. Я. Зазубрину, а после его ареста в ней жил Александр Фадеев.

## Библиография

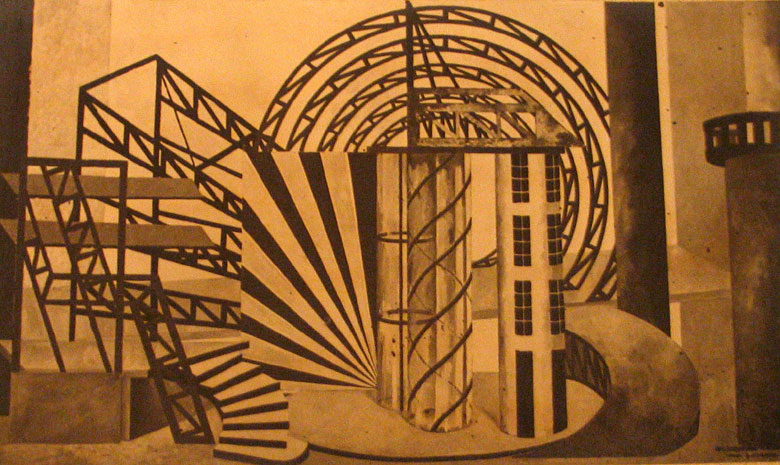
Игнатий Нивинский. Макет декораций к спектаклю по пьесе В. М. Киршона «Суд». 1930-е. Фотография